# Ola Ullsten
Stig Kjell Olof „Ola“ Ullsten (23. června 1931 – 28. května 2018) byl švédský politik, představitel středové Lidové liberální strany (Folkpartiet liberalerna), jíž byl v letech 1978–1983 předsedou. V letech 1978–1979, 361 dní, byl premiérem Švédska. V letech 1979–1982 byl ministrem zahraničních věcí v 2. a 3. vládě Thorbjörna Fälldina. Po skončení politické kariéry působil v diplomacii, sloužil jako švédský velvyslanec v Kanadě, Itálii a Vatikánu.

## Premiérem
Ropná krize roku 1973 způsobila ve Švédsku první vážnější ekonomické potíže od druhé světové války, což otřáslo hegemonií sociálních demokratů. Ve volbách roku 1976 sice socialisté zvítězili se 42,7 procenty hlasů, nicméně ztratili ve švédském parlamentu (Riksdagu) většinu, naopak blok menších pravicových a středových stran byl prvně po čtyřiceti letech schopen sestavit vládu. Vznikl koaliční kabinet Strany středu, Lidové liberální strany a konzervativních Umírněných (Moderaterna). V té době byl předsedou Lidové liberální strany Per Ahlmark a Ullsten proto získal jen funkci státního sekretáře pro mezinárodní spolupráci. Za dva roky se však vláda rozpadla, když se neshodla v otázce využívání jaderné energie (Strana středu zastávala silně protijaderný postoj). V rámci politické krize padl Ahlmark jako předseda strany a do čela nastoupil Ullsten. On také sestavil jednobarevnou menšinovou vládu složenou z politiků Lidové liberální strany a nestranických ministrů.

## Ministrem zahraničí
Ve volbách roku 1979 tři pravicové strany získaly v parlamentu znovu většinu, byť již jen jednoho hlasu (175:174) a obnovili původní tříčlennou koalici v čele s Fälldinem. V této vládě se stal Ullsten ministrem zahraničí. Roku 1981 kabinet opustili konzervativci, kvůli sporům o daňovou politiku. Fälldin sestavil menšinový kabinet své Strany středu a Ullstenovy Lidové liberální strany, Ullsten v něm zůstal na pozici šéfa diplomacie. Ve volbách roku 1982 Lidová liberální strana silně oslabila (5,9 procenta hlasů) a Ullsten tak roku 1983 opustil křeslo šéfa strany i vysokou politiku. Zamířil do diplomatických služeb.